# International Union of Painters and Allied Trades

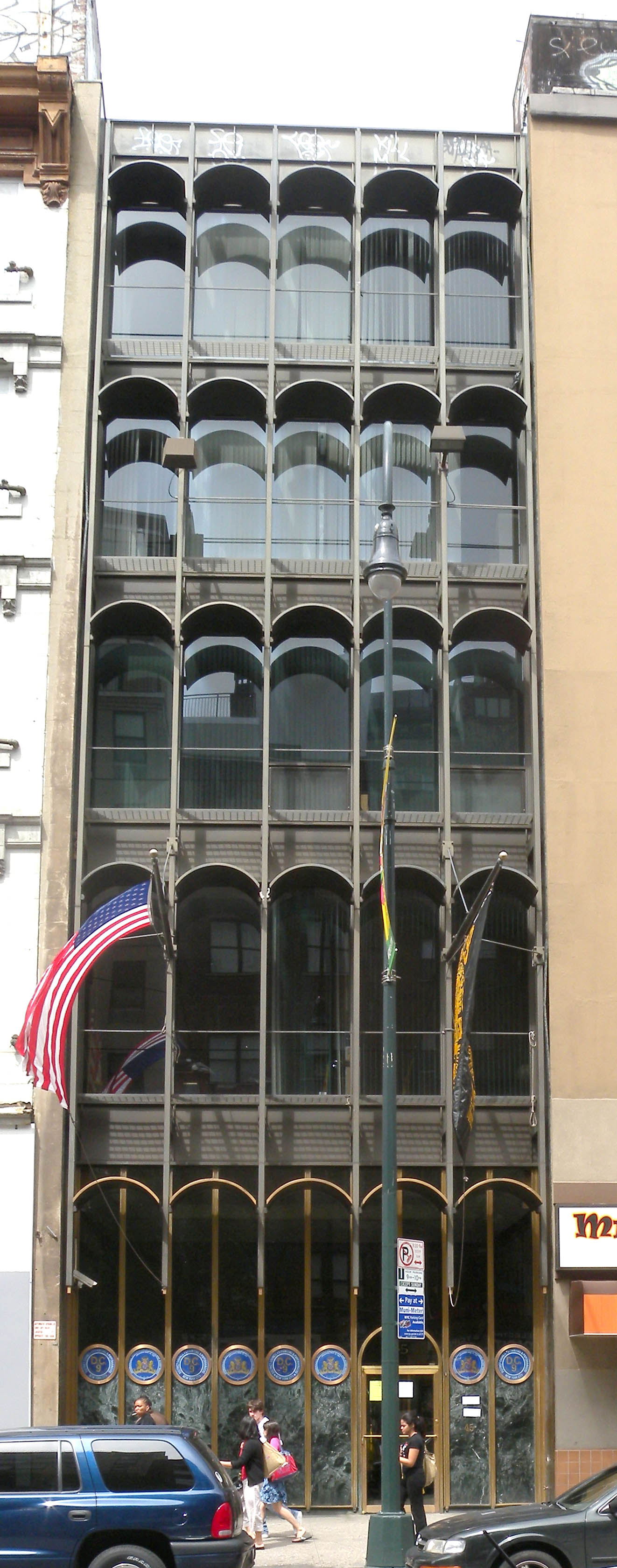
District Council, 9, Nueva York.

La International Union of Painters and Allied Trades (IUPAT) (literalmente, «Unión internacional de pintores y profesiones relacionadas») es una asociación que representa a unos 140.000 pintores, decoradores, cristaleros, tapiceros, instaladores de pisos y trabajadores del vidrio, de señales y pancartas, y de cartón yeso, en los Estados Unidos y Canadá. La mayoría de sus miembros trabajan en la industria de la construcción.
Llamada originalmente «Brotherhood of Painters and Decorators of America» («Hermandad de pintores y decoradores de América»), la asociación se fundó en 1887.
Fue una de las tres asociaciones (SEIU and AFSCME fueron las otras) que apoyaron a Howard Dean durante las primarias del Partido Demócrata en 2004. En un cambio sorprendente en 2008, la IUPAT apoyó al candidato presidencial por el Partido Republicano Mike Huckabee. La asociación apoyo a Hillary Clinton en las primarias del Partido Demócrata y a Barack Obama como presidente en junio de 2008.